# Manitu-utshu
Manitu-utshu (« montagne de créatures maléfiques ») est une petite colline rocheuse située au bord du fleuve Churchill à proximité des chutes Muskrat au Labrador, au Canada. Les innus pensent que Manitu-utshu est le lieu de résidence des Wentshukumishiteu qui contiendrait des entrées comme dans les habitats des castors.